# Lola Pagnani
Anna Lola Pagnani Stravos (* 3. dubna 1972, Řím) je italská modelka a herečka.

## Biografie
Narodila se v Římě jako Anna Lola Pagnani Stavros. Její otec je spisovatel a dramaturg Enzo Pagnani. V sedmnácti letech v Paříži absolvovala školu moderního tance a byla tanečnicí Momixu na jeho světovém turné, jeho choreograf Moses Pendleton ji zapojil jako tanečnici v hlavní roli i do inscenace opery Carmen v mnichovské Bavorské státní opeře. Tančila i v Cirque du Soleil v Montrealu. Absolvovala stáž v Alvin Ailey American Dance Theater v New Yorku a studovala herectví v HB Studios. Poté se vrátila do Itálie.
Zpátky v Itálii začala pracovat s velkými jmény italské a světové kinematografie a divadla, jako je například Ettore Scola, Giulio Base či Lina Wertmuller. V Los Angeles studovala soukromě s Teddey Shermanem.
Lola Pagnani mluví italsky, francouzsky, španělsky a plynně anglicky.

## Umělecká činnost

### Film
- Trafitti da un raggio di sole (1995) - "Fabiola"
- Polvere di Napoli (1996) - "Rosita"
- Ninfa plebea (1996) - "Lucia"
- Ferdinando e Carolina (1999) - "Sara Goudar"
- La bomba (1999) - "Daisy"
- Il pranzo della domenica (2002)
- Gente di Roma (2003)
- Women Seeking Justice (2007)

### Televize
- Capri (2006) - "Maria Rosaria"
- Donne sbagliate (2006)
- Carabinieri 5 (2005)
- Un ciclone in famiglia 2 (2005)
- Francesca e Nunziata (2001)
- Un posto al sole (2001) - "Roberta Cantone"
- La squadra (2000)
- Anni 50 (1998)
- Commissario Raimondi (1998) - "Esmeralda"
- Pazza famiglia (1995)

### Divadlo
- Carmen (1987)
- Anatra all'arancia (1997)
- Vergine Regina (1996)